# Emirat von Bari

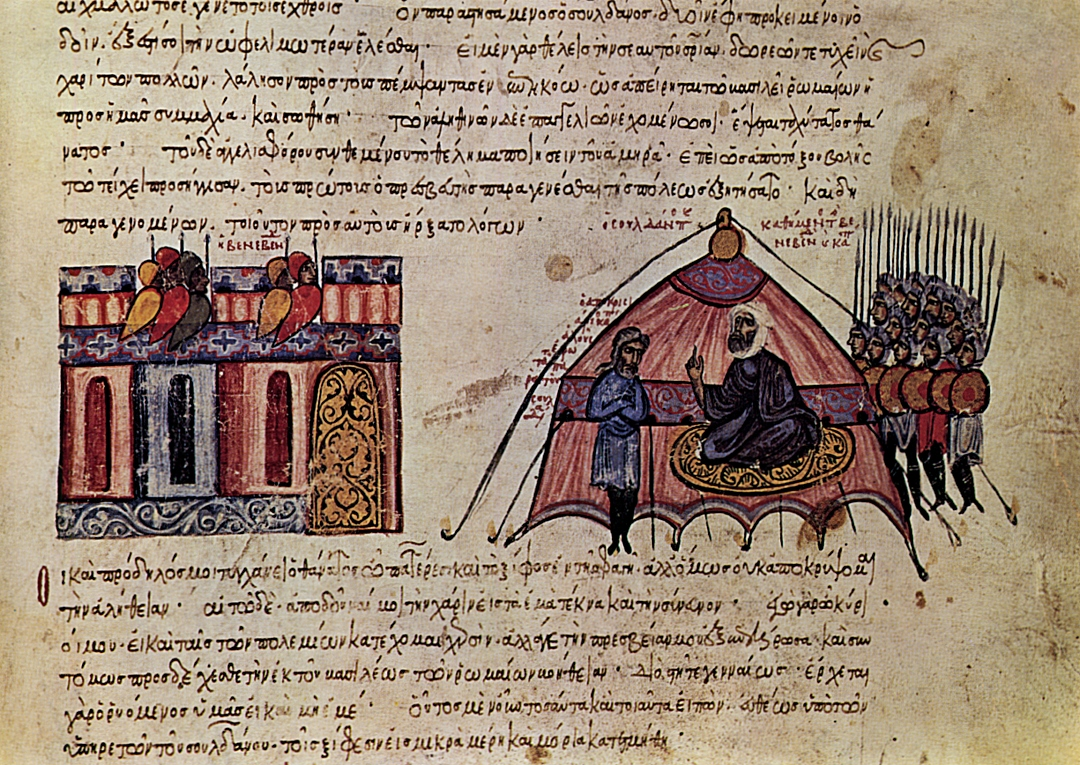
Während der Belagerung Benevents verhandelt Emir Soldanos (Sawdān) von Bari mit einem byzantinischen Gesandten, Bilderhandschrift des Skylitzes, ursprünglich in den 1070er Jahren angefertigt; illustrierte Kopie von etwa 1150 bis 1175, entstanden im Umkreis des normannischen Königshofs in Palermo, Biblioteca Nacional de España in Madrid, fol. 97r

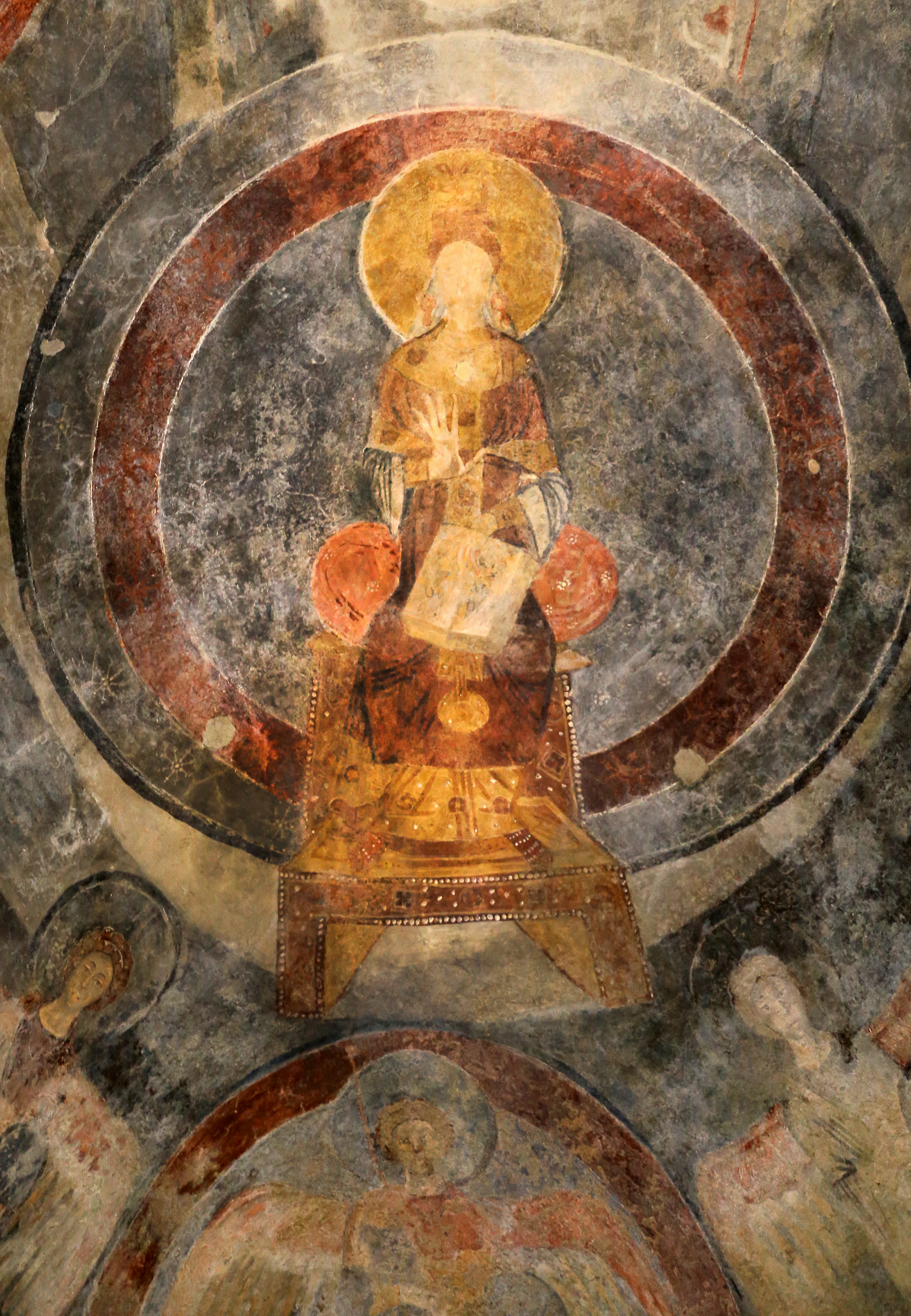
Detail eines Freskos des 2. Viertels des 9. Jahrhunderts aus der Abtei San Vincenzo al Volturno

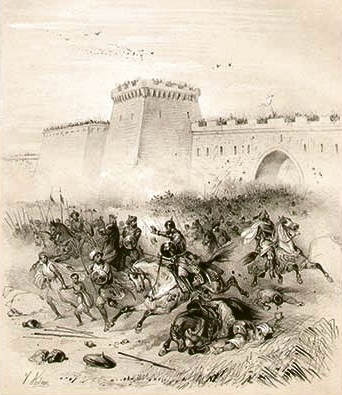
Die Eroberung Baris durch die von Ludwig II. geführten Truppen im Jahr 871, Lithographie, 1850

Das Emirat von Bari bestand von 847 bis 871 im Umkreis der apulischen Stadt Bari und wurde von muslimischen Berbern errichtet. Als Emirat wurde es um 863 anerkannt.
Erobert auf Initiative der in Kairuan residierenden Aghlabiden, die in Bari den Emir Kalfūn (Chalfūn oder Khalfūn) (841–um 852) einsetzten, machte sich das Emirat unter dem zweiten Emir Mufarrag ibn Sallam (um 852–um 857) weitgehend selbstständig. Statt in Kairuan suchten die Emire mit Erfolg die Anerkennung durch Bagdad als Wālī, d. h. Gouverneur. Von Bagdads Herrschaft hatten sich die Aghlabiden erst um 800 unabhängig gemacht. Der zweite Emir, der durch Bagdad und auch durch dessen Gouverneur in Ägypten anerkannt worden war, betrieb eine eigenständige Expansionspolitik in Süditalien, ebenso sein Nachfolger Sawdan (Sawdān) (um 857–871). Kaiser Ludwig II., der als einziger Karolinger eine gesamtitalische Perspektive einnahm, unterwarf zeitweilig Benevent und eroberte Bari von den Sarazenen. Um 875 gelangte Bari an Byzanz.

## Eroberung durch Aghlabiden (841), Verselbstständigung, Raubzüge
Etwa ein Jahr vor der Eroberung im Jahr 841 griffen berberische Einheiten die Stadt an und besetzten sie kurzzeitig. Unter Führung von Kalfūn, möglicherweise einem entflohenen aghlabidischen Sklaven, gelang 841 die Eroberung.
Unter den drei Emiren kam es zu Raubzügen nach Capua (841), Neapel (856), Conza (858 und 862) sowie Venafro (862); Ascoli und die Abtei San Vincenzo al Volturno wurden 861 geplündert und ebenso wie Montecassino gezwungen, 3.000 Goldmünzen („tres milia aureos“) zu zahlen. Diese Raubzüge bewegten Ludwig II. zum Zug in den Süden. Vergebens belagerte er 852 Bari, auch 860 richtete er nicht viel aus. Anscheinend verbanden sich aber die muslimischen Eroberer von Tarent (etwa 840 bis etwa 880) nicht mit denen von Bari.
Der dritte Emir Sawdan kam durch Ermordung seines Vorgängers an die Macht. Er griff Herzog Adelchis von Benevent an, der ihm Tribute zahlen musste. 863 oder 864 wurde er formal von Bagdad anerkannt. Nach dem Itinerarium Bernardi, dem Bericht fränkischer Mönche, die als Pilger ins Heilige Land reisen wollten, stellte ihnen der zuvorkommende Emir der „civitas Saracenorum“ einen Geleitbrief aus. Ihrer Ansicht nach gehörte Bari vor der Eroberung durch die Berber zum Herzogtum Benevent. Von den Geleitbriefen versprachen sie sich Schutz in Ägypten, wohin sie von Tarent aus aufbrachen.
Nach der jüdischen Chronik wohl des Achimaats ben Paltiel, der Chronik von Oria aus dem 11. Jahrhundert, war der Emir ein weiser Herrscher, der mit dem jüdischen Gelehrten Abu Aaron Kontakte unterhielt. Hingegen schildern christliche Chroniken ihn als „nequissimus ac sceleratissimus“ (höchst nichtsnutzig und verbrecherisch), vergleichsweise noch milde Bezeichnungen, wie Barbara Kreutz (S. 39) anmerkt. 859 versuchten Lambert I. von Spoleto, Graf Gerard von Marsi, der Gastalde Maielpotus von Telese und sein Kollege Wandelbert von Boiano den Emir nach einer Kampagne gegen Capua und die Terra di Lavoro von Bari abzuschneiden, was aber trotz eines harten Kampfes nicht gelang.
Die Stadt Bari dürfte von der Besetzung profitiert haben, indem Tribute sowie vor allem Erträge aus dem Sklavenhandel der lokalen Ökonomie zugutekamen, aber auch aus dem Handel mit Wein und Töpferwaren. Nach dem Chronicon Salernitanum bestanden dabei diplomatische Kontakte mit den christlichen Nachbarn. So wurden legati nach Salerno entsandt, die sich am bischöflichen Hof aufhielten. Bari nahm zumindest in einem Fall einen Flüchtling auf, der sich dort vor Kaiser Ludwig II. in Sicherheit brachte.

## Eroberung durch Franken und Langobarden unter Führung Kaiser Ludwigs II. (865–871)
Ludwig forderte 865, möglicherweise auf Druck des Papstes, die Männer Norditaliens auf, sich im Frühjahr 866 in Lucera zu versammeln, um Bari anzugreifen. Ob dieser Angriff auch stattfand, ist unklar, doch im Sommer des Jahres erhielt das Kaiserpaar – Ludwig und Engelberga bereisten den Süden – von Adelchis, aber auch von Waifar von Salerno und Landulf II. von Capua die Aufforderung, Bari erneut anzugreifen. Im Frühjahr 867 belagerte sein Heer Matera und Oria, die erst vor kurzem gefallen waren, wobei Matera niedergebrannt wurde – möglicherweise weil die Stadt, im Gegensatz zu Oria, Widerstand geleistet hatte. Sowohl Erchempert als auch Lupus Protospatharius berichten über die Kämpfe. Die Eroberungen dürften die Kommunikation mit dem gleichfalls muslimischen Tarent zumindest erschwert haben. Ludwig hinterließ eine Garnison in Canosa an der Grenze zwischen Benevent und Bari, doch zog er sich im März 868 nach Benevent zurück. Etwa um diese Zeit trat er mit dem oströmischen Kaiser Basileios I. in Verhandlungen ein. Möglicherweise wurde eine dynastische Ehe zwischen dem ältesten Sohn des byzantinischen Kaisers und Ludwigs Tochter vereinbart, wofür Byzanz Flottenunterstützung zusagte. Im Chronicon Salernitanum bleibt unklar, von wem die Initiative ausging.
Der gemeinsame Angriff wurde zunächst für den Sommer 869 geplant. Folgt man den Annales Bertiniani, dann stachen 400 Schiffe unter dem Kommando des Niketas Oryphas in See. Ob die Flotte erst im Herbst in Süditalien ankam, oder ob Ludwig die sofortige Übergabe seiner Tochter ablehnte, weil sich der Admiral so schlecht benommen hatte, ist unklar. Jedenfalls beschwerte sich Ludwig in einem Brief über dessen ehrverletzendes Benehmen.
Als die Berber von Bari ihre Plünderzüge 870 wiederaufnahmen und sogar den Monte Gargano durchzogen, wo sich das Santuario di San Michele Arcangelo befand, reagierte Ludwig mit einem Gegenfeldzug durch Apulien und Kalabrien, allerdings ohne die städtischen Zentren Bari und Tarent anzugreifen. Durch seine Erfolge ermutigt griff er nun mit Unterstützung fränkischer und langobardischer Einheiten sowie einer slawischen Flotte Bari an. Im Februar 871 fiel die Zitadelle in ihre Hand, der Emir wurde in Ketten nach Benevent verbracht. Der byzantinische Kaiser Konstantin VII. verfasste Mitte des 10. Jahrhunderts eine Schrift De Administrando Imperio mit der Behauptung, die byzantinische Flotte habe bei der Eroberung eine entscheidende Rolle gespielt; das wird in der Forschung bezweifelt.

### Lateinische Quellen, Einordnung des Konflikts
In der Geschichtsschreibung wurde der Feldzug Ludwigs II. als religiös motivierter, persönlicher Kampf des Königs gegen die Muslime gedeutet, wohingegen das Motiv der Ausweitung unmittelbarer kaiserlicher Macht kaum Beachtung fand. Gegen diese Ausweitung wehrten sich, folgt man den zeitlich näheren Quellen, wiederum lokale Machthaber, darüber hinaus auch Byzantiner und der Papst.
Die besagten zeitlich nahen Geschichtsschreiber, vor allem die des Zeitgenossen Erchempert, die Historia Langobardorum Beneventanorum, die die Langobardengeschichte des Paulus Diaconus fortsetzte, beklagten deutlich mehr die Gewalt gegen Eigentum als gegen Menschen. Zu dieser wichtigen Quelle kommen drei knappe chronikalische Werke, die Cronicae Sancti Benedicti Casinensis. Diese vier Werke entstanden im Kloster Monte Cassino. Während jedoch die drei kurzen Chroniken in den 860er Jahren entstanden, schrieb Erchempert erst in den 890er Jahren. Daneben bestehen die Gesta Episcoporum Neapolitanorum, der Liber Pontificalis, schließlich eine knappe Geschichte der karolingischen Unternehmungen aus der Feder des Andrea da Bergamo, nämlich die nach 877 entstandene Adbreviatio de gestis Langobardorum. Hinzu kommen Urkunden.
Erst das Chronicon Salernitanum aus dem 10. Jahrhundert übersteigert jedwede Form von sarazenischer Gewalt und stellt den Streit der Religionen vollends in den Mittelpunkt. So nennen die Chroniken aus dem 9. Jahrhundert an keiner Stelle Vergewaltigungen, erst Recht nicht auf einem Altar, wie sie diese Chronik behauptet.

### Jüdische und arabische Quellen
Das Werk des jüdischen Autors Achimaats ben Paltiel, auch Ahima az ben Paltiel, hingegen schildert Emir Sawdan als weise und als mächtigen Freund seiner Familie. Aussagen über die Einstellungen des 9. Jahrhunderts lassen sich aus diesen späten Werken in keinem Falle gewinnen.
Neben der Chronica Sancti Benedicti Casinensis, dem Chronicon Salernitanum und Erchemperts Werk sowie dem Pilgerbericht Bernards und der jüdischen Chronik des 11. Jahrhunderts, also den Werken aus christlicher oder jüdischer Feder, ist es vor allem Al-Balādhurīs „Buch der Eroberungen“, das die Ereignisse aus muslimischem Blickwinkel darstellt. Dieser starb um 892 in Bagdad. Von ihm besitzen wir die Nachricht, der Eroberer von Bari sei ein mirwah, ein früherer Diener oder vielleicht freigelassener Sklave gewesen. Auch die Anerkennung seiner beiden Nachfolger durch Bagdad ist bei ihm überliefert. Seine Angaben fanden ihren Weg, partiell wortwörtlich, in das bedeutende Geschichtswerk des Ibn al-Athīr.

### Editionen
- Chronica Sancti Benedicti Casinensis, archive.org, 24. September 2021
- Chronicon Salernitanum, archive.org, 5. Januar 2011
- Erchempert: Historiola, archive.org, 8. April 2011